# جیمی سیوس
جیمی سیوس (انگلیسی: Jamie Sives؛ ‏ ‎/ˈsiːvəs/‎ SEE-vəs؛ زادهٔ ۱۴ اوت ۱۹۷۳) بازیگر اهل بریتانیا است. وی از سال ۱۹۹۹ میلادی تاکنون مشغول فعالیت بوده‌است.
از فیلم‌ها یا سریال‌های تلویزیونی که وی در آن نقش داشته‌است، می‌توان به در بی‌خبری، برخورد تایتان‌ها، یک روز، بیارش گریک، جاده شاهی، خیزش والهالا، شتاب، تریاژ، زمستان در راه است، چرنوبیل، دربه‌درها، دکتر هو، مین ماشین، نیروی نهایی، عشق و بلایای دیگر، محاکمه و مجازات، ویلبر می‌خواهد خودش را بکشد و در دل دریا اشاره کرد.